# 13046 Aliev
13046 Aliev eller 1990 QB19 är en asteroid i huvudbältet som upptäcktes den 31 augusti 1990 av den sovjetisk-ryska astronomen Ljudmila Zjuravljova vid Krims astrofysiska observatorium på Krim. Den är uppkallad efter Shamil' Gimbatovich Aliev.